# George Washington Vanderbilt II
George Washington Vanderbilt II (New York, 14 novembre 1862 – Washington, 6 marzo 1914) è stato un collezionista d'arte statunitense.

## Biografia
Era il figlio più giovane di William Henry Vanderbilt, e di sua moglie, Maria Louisa Kissam.
Come il più giovane dei figli di William, George II è stato detto di essere il preferito di suo padre. I parenti lo descrivono come magro, dai capelli scuri e carnagione pallida. Timido e introverso, i suoi interessi correvano dalla filosofia, ai libri e alla collezione di dipinti del padre. Oltre a frequenti visite a Parigi, dove la sua famiglia possedeva diverse case, George viaggiò molto, parlando fluentemente otto lingue.
Suo padre possedeva eleganti palazzi a New York e Newport e una tenuta di campagna a Long Island di 800 acri (3,2 km²). Quando suo padre morì nel 1885 per un ictus, lasciò una fortuna di circa $ 200 milioni, la maggior parte del quale è stato suddivisa tra i suoi due figli maggiori, Cornelius Vanderbilt II e William K. Vanderbilt. George ereditò $ 1 milione da suo nonno e ricevette un altro milione per il suo 21º compleanno da suo padre. Alla morte del padre, ha ereditato altri $ 5 milioni, così come il reddito da un fondo fiduciario di $ 5 milioni.
Si occupò dell'azienda agricola di famiglia a New Dorp e Woodland Beach, ora il quartiere di Midland Beach a Staten Island, poi ha vissuto con la madre a Manhattan.
Nel 1891 entrò a far parte della Compagnia di New York dei Figli della rivoluzione americana.

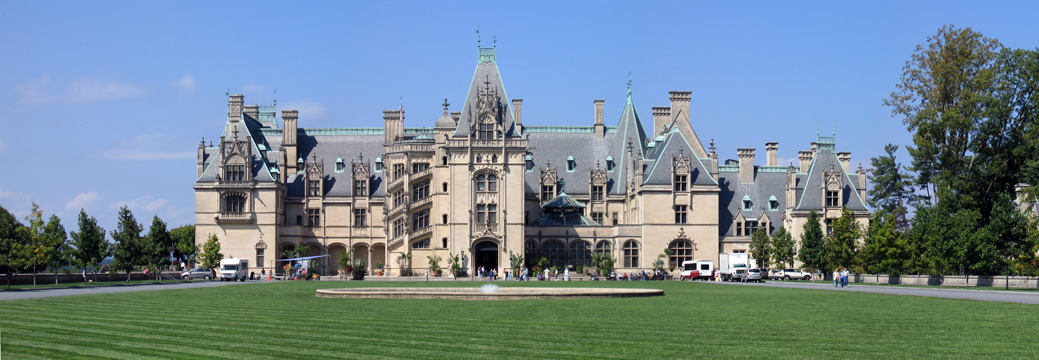
Biltmore estate

### Biltmore
A Biltmore, George svolse una vita da gentiluomo di campagna. Aveva un grande interesse per l'orticoltura, dell'allevamento di animali purosangue e per la silvicoltura. Secondo Gifford Pinchot, che ha continuato a essere il primo capo del Servizio forestale degli Stati Uniti, Biltmore è stato il primo bosco gestito professionalmente negli Stati Uniti; è stato anche la sede della Biltmore School of Forestry, la prima scuola del genere nel Nord America, fondata nel 1898 da Carl A. Schenck.

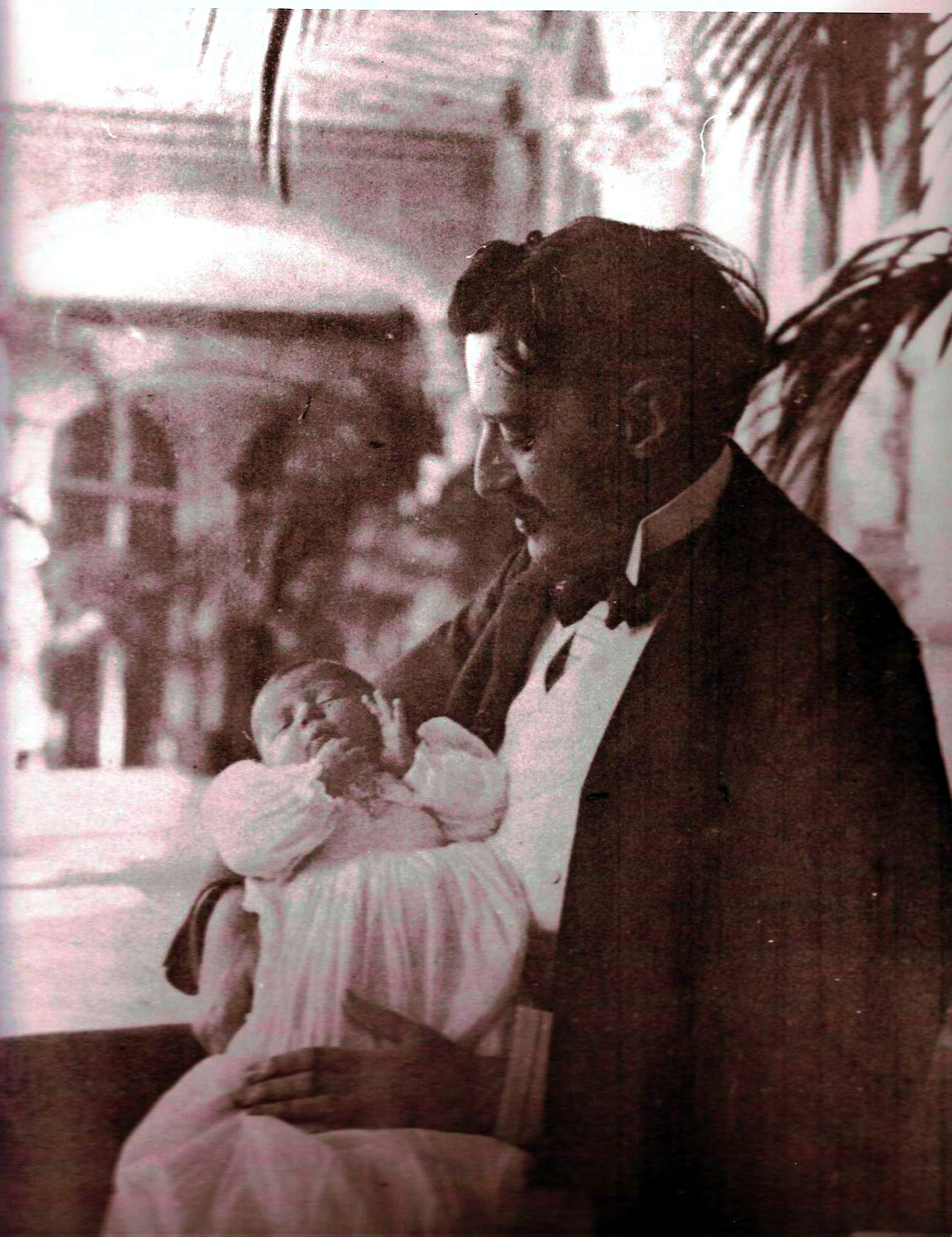
George Vanderbilt con la figlia Cornelia

## Matrimonio
Sposò, il 1 giugno 1898 a Parigi, Edith Stuyvesant Dresser (1873-1958), figlia di George Warren Dresser e di Susan Fish LeRoy. Ebbero una figlia:
- Cornelia Stuyvesant Vanderbilt (1900–1976), sposò in prime nozze John Francis Cecil, ebbero due figli, in seconde nozze Vivian Francis Bulkeley-Johnson, e in terze nozze William Robert Goodsir.

Nel 1912 George e Edith prenotarono dei posti sul Titanic, ma cambiato i loro piani prima della partenza, arrivando a New York prima che il Titanic affondasse.

## Morte
Morì a causa di complicazioni a seguito di un'appendicectomia a Washington. Fu sepolto nel mausoleo di famiglia a New Dorp a Staten Island.